# Język bangime
Język bangime, także bangeri-mɛ – język izolowany używany przez grupę etniczną Bangande w Mali. Według danych szacunkowych posługuje się nim 3500 osób (2017). Jego użytkownicy zamieszkują siedem wsi w regionie Mopti.
Nie stwierdzono jego pokrewieństwa z innymi językami Afryki Zachodniej. Być może stanowi pozostałość sprzed ekspansji języków nigero-kongijskich, ewentualnie mógłby zostać przyniesiony z terenów wysuniętych bardziej na wschód. Nie jest poważnie zagrożony wymarciem, przyczynia się do tego m.in. izolacja geograficzna społeczności.
Charakteryzuje się złożonym systemem tonalnym.
Został opisany w postaci opracowania z 2018 r. Alternatywne nazwy ze starszej literatury to „dyɛni” (lub yɛni, właściwie nazwa jednej ze wsi) i „elebo”.